# 멋진 여우 씨
《멋진 여우 씨》(영어: Fantastic Mr Fox)은 영국의 작가 로알드 달의 어린이 소설이다.